# Zagorska Sela
Zagorska Sela est un village et une municipalité située dans le comitat de Krapina-Zagorje, en Croatie. Au recensement de 2001, la municipalité comptait 1 197 habitants, dont 96,74 % de Croates et le village seul comptait 248 habitants.

## Localités
La municipalité de Zagorska Sela compte 13 localités :
- Bojačno
- Bratkovec
- Brezakovec
- Gornji Škrnik
- Harina Žlaka
- Ivanić Miljanski
- Kuzminec Miljanski
- Luke Poljanske
- Miljana
- Plavić
- Poljana Sutlanska
- Pušća
- Zagorska Sela